# بخارشویی

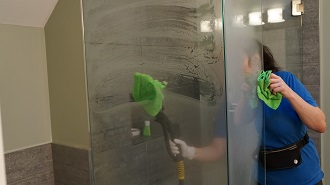
بخارشویی (تمیز کردن با بخار)

بخارشویی روشی است که در آن برای تمیز کردن از بخار استفاده می‌شود. از کاربردهای آن می‌توان به تمیز کردن کف‌پوش، گردگیری لوازم خانه و در مصارف صنعتی تمیز کردن موتورها از چربی و گرد و غبار اشاره کرد.

## انواع و اقسام بخارشو
دستگاه‌های بخارشوی معمولاً در سه مدل (دستی، تِی بخار و چندمنظوره) تولید می‌شوند.

### تِی بخارشوی
این مدل از بخار شوی‌ها صرفاً جهت تمیزکاری سنگ، سرامیک و پارکت طراحی شده و از آنها نمی‌توان برای تمیز نمودن اجاق گاز و شیشه و پنجره استفاده نمود. این بخارشوی‌ها شبیه به جاروبرقی‌های دارای دستهٔ بلند هستند. در صورتی که کف منزل بیشتر از سنگ و سرامیک تشکیل شده، مدل‌های کف‌شوی یا در اصطلاح تی بخارشو بهتر است.

### بخارشوی دستی
این نوع بخارشوی بسته به لوازم همراه دستگاه بخارشوی، بیشتر برای تمیز کاری درها، دیوارها، سینک ظرفشویی، اجاق گاز، شیشه و پنجره و قسمت‌هایی که به راحتی در دسترس هستند مورد استفاده قرار می‌گیرد.

### بخارشوی چندمنظوره
بخارشوی چند منظوره دارای سری‌های متنوع جهت تمیزکاری کف و همچنین در و پنجره‌ها هستند و با آن می‌توان تقریباً هرجایی را تمیز کرد.

### میکروب‌کشی با بخار
استفاده از نیروی بخار در صورتی که بخار در دمای بالا باشد (۱۰۰ درجه سانتیگراد) می‌تواند در میکروب‌کشی و پاکیزگی بیشتر مورد استفاده قرار گیرد. از این رو استفاده از بخارشوی می‌تواند به بهداشت محیط خانه و سلامت افراد خانواده کمک کند.